# Vaiano Cremasco
Vaiano Cremasco (lombardul: Vaià) település Olaszországban, Lombardia régióban, Cremona megyében. Lakosainak száma 3519 fő (2023. január 1.). Vaiano Cremasco Bagnolo Cremasco, Monte Cremasco, Crespiatica és Palazzo Pignano községekkel határos.

## Népesség
A település lakossága az elmúlt években az alábbi módon változott:
| Lakosok száma | 3830 | 3767 | 3714 | 3519 |
|               | 2013 | 2017 | 2018 | 2023 |

## Testvérvárosok
- Veigy-Foncenex, Franciaország
- Puerto Padre, Kuba